# Vany
Vany és un municipi francès situat al departament del Mosel·la i a la regió del Gran Est. L'any 2007 tenia 347 habitants.

## Demografia

### Població
El 2007 la població de fet de Vany era de 347 persones. Hi havia 124 famílies, de les quals 12 eren unipersonals (4 homes vivint sols i 8 dones vivint soles), 50 parelles sense fills, 58 parelles amb fills i 4 famílies monoparentals amb fills.
La població ha evolucionat segons el següent gràfic:
Habitants censats

### Habitatges
El 2007 hi havia 127 habitatges, 123 eren l'habitatge principal de la família i 4 estaven desocupats. Tots els 127 habitatges eren cases. Dels 123 habitatges principals, 111 estaven ocupats pels seus propietaris, 11 estaven llogats i ocupats pels llogaters i 1 estava cedit a títol gratuït; 1 tenia dues cambres, 19 en tenien quatre i 103 en tenien cinc o més. 111 habitatges disposaven pel capbaix d'una plaça de pàrquing. A 34 habitatges hi havia un automòbil i a 84 n'hi havia dos o més.

### Piràmide de població
La piràmide de població per edats i sexe el 2009 era:
| Homes | Edats   | Dones |
| ----- | ------- | ----- |
| 0     | 95 o +  | 0     |
| 0     | 90 a 94 | 0     |
| 4     | 85 a 89 | 8     |
| 0     | 80 a 84 | 0     |
| 0     | 75 a 79 | 0     |
| 0     | 70 a 74 | 0     |
| 4     | 65 a 69 | 8     |
| 16    | 60 a 64 | 12    |
| 12    | 55 a 59 | 4     |
| 16    | 50 a 54 | 16    |
| 16    | 45 a 49 | 16    |
| 8     | 40 a 44 | 12    |
| 0     | 35 a 39 | 8     |
| 4     | 30 a 34 | 4     |
| 4     | 25 a 29 | 4     |
| 16    | 20 a 24 | 0     |
| 12    | 15 a 19 | 16    |
| 4     | 10 a 14 | 8     |
| 4     | 5 a 9   | 4     |
| 4     | 0 a 4   | 0     |

## Economia
El 2007 la població en edat de treballar era de 232 persones, 168 eren actives i 64 eren inactives. De les 168 persones actives 156 estaven ocupades (87 homes i 69 dones) i 12 estaven aturades (5 homes i 7 dones). De les 64 persones inactives 24 estaven jubilades, 20 estaven estudiant i 20 estaven classificades com a «altres inactius».

### Ingressos
El 2009 a Vany hi havia 123 unitats fiscals que integraven 338 persones, la mediana anual d'ingressos fiscals per persona era de 27.746,5 €.

### Activitats econòmiques
Dels 15 establiments que hi havia el 2007, 1 era d'una empresa de fabricació de material elèctric, 1 d'una empresa de fabricació d'elements pel transport, 3 d'empreses de construcció, 3 d'empreses de comerç i reparació d'automòbils, 1 d'una empresa de transport, 1 d'una empresa financera, 1 d'una empresa immobiliària, 3 d'empreses de serveis i 1 d'una entitat de l'administració pública.
Els 2 serveis als particulars que hi havia el 2009 eren paletes.
L'únic establiment comercial que hi havia el 2009 era una adrogueria.

## Equipaments sanitaris i escolars
El 2009 hi havia una escola elemental integrada dins d'un grup escolar amb les comunes properes formant una escola dispersa.

## Poblacions més properes
El següent diagrama mostra les poblacions més properes.